# Список гукоров Российского императорского флота
В список включены все парусные гукоры, состоявшие на вооружении Российского императорского флота.
Гукоры представляли собой небольшие двухмачтовые суда с широким носом и круглой кормой. Несли прямое парусное вооружение, при этом грот-мачта располагалась на миделе, а бизань-мачта была смещена к корме и составляла 2/3 от грот-мачты по высоте. Суда оснащались непропорционально большим бушпритом с выдвижным утлегарем. Отличались хорошими мореходными качествами, были довольно быстроходны и послушны рулю. Водоизмещение гукоров могло достигать 350 тонн, а вооружение до 14 орудий, устанавливавшихся на палубе. Отсутствие фок-мачты позволяло переделывать гукоры в бомбардирские суда. В Российском императорском флоте суда данного класса несли службу в XVIII — начале XIX века, использовались в качестве транспортных и экспедиционных судов, а также для несения дозорной и посыльной службы. В составе флота находились как специально построенные на российских верфях, так и приобретённые для нужд флота гукоры, также использовался ряд трофейных судов.

## Легенда
Список судов разбит на разделы по флотам и флотилиям, внутри разделов суда представлены в порядке очерёдности включения их в состав флота, в рамках одного года — по алфавиту. Ссылки на источники информации для каждой строки таблиц списка и комментариев, приведённых к соответствующим строкам, сгруппированы и располагаются в столбце Примечания.
- Размер — длина и ширина судна в метрах.
- Осадка — осадка судна (глубина погружения в воду) в метрах.
- Верфь — верфь постройки судна. Для приобретенных за границей кораблей в этом поле указано место их покупки, для захваченных в качестве трофеев кораблей — место захвата.
- Корабельный мастер — фамилия мастера, построившего судно. Для приобретённых за границей и взятых в плен кораблей не указывается.
- Год включения в состав флота — для кораблей, построенных на российских верфях или по российскому заказу, указывается год спуска на воду, для приобретенных за границей кораблей — год их покупки, для захваченных в качестве трофеев кораблей — год захвата.
- История службы — основные места и события.
- н/д — нет данных.

Сортировка может проводиться по любому из выбранных столбцов таблиц, кроме столбцов История службы и Примечания.

## Гукоры Балтийского флота
В разделе приведены все гукоры, входившие в состав Балтийского флота России.
| Наименование    | Ор. | Размер | Осадка | Эк. | Верфь | Мастер | Вх.  | Вых. | История службы | Прим.                      |
| --------------- | --- | --- | --- | --- | --- | --- | ---- | ---- | --- | -------------------------- |
| Ласорсер        | 6 | Сведений о размерах не сохранилось. | Сведений о размерах не сохранилось. | 60 | Приобретён во Франции. | Приобретён во Франции. | 1716 | 1729 | Принимал участие в Северной войне, использовался для крейсерских плаваний в Финском заливе, перевозки грузов, конвоирования купеческих и трофейных судов. С 1722 по 1729 год находился Кронверкской гавани. | [ 2 ]                      |
| Без названия    | 12 | Сведений о размерах и численности экипажа судна не сохранилось                                                                             | Сведений о размерах и численности экипажа судна не сохранилось                                                                             | Сведений о размерах и численности экипажа судна не сохранилось                                                                             | Захвачен фрегатом «Лансдоу». | Захвачен фрегатом «Лансдоу». | 1716 | н/д  | Сведений о плаваниях судна не сохранилось. | [ 3 ] [ 4 ]                |
| Новый Кроншлот  | 12 | 30,3 x 8,5 | 3,5 | 120 | Приобретён в Голландии. | Приобретён в Голландии. | 1717 | 1755 | В 1717 году доставил из Копенгагена в Ревель «мастеровых людей» из Франции. Принимал участие в Северной войне, использовался для крейсерских плаваний в Финском заливе и перевозки пленных шведов. После войны совершал торговые плавания в европейские страны, использовался для грузовых перевозок между портами Финского залива, Кронштадтом, Архангельском и Колой, а также практических плаваний в Финском заливе. В 1736—1737 годах подвергся тимберовке на Соломбальской верфи. | [ 5 ] [ 6 ] [ 7 ]          |
| Ватер-Фалк      | 14/12 | 19,9 х 5,2 | 2,4 | 60 | Санкт-Петербургское адмиралтейство | И. Немцов | 1719 | н/д  | Принимал участие в Северной войне, использовался для крейсерских плаваний в Финском заливе и перевозки грузов. | [ 6 ] [ 7 ] [ 8 ]          |
| Первый капер    | 14/12 | 19,9 х 5,2 | 2,4 | 60 | Санкт-Петербургское адмиралтейство | И. Немцов | 1719 | 1727 | Принимал участие в Северной войне, использовался для крейсерских плаваний в Финском заливе. С 1722 по 1724 год состоял на грузовых перевозках между портами Финского залива. | [ 6 ] [ 7 ] [ 8 ]          |
| Десон           | Сведений о вооружении, размерах и численности экипажа судна не сохранилось                                                                 | Сведений о вооружении, размерах и численности экипажа судна не сохранилось                                                                 | Сведений о вооружении, размерах и численности экипажа судна не сохранилось                                                                 | Сведений о вооружении, размерах и численности экипажа судна не сохранилось                                                                 | Приобретён в Голландии. | Приобретён в Голландии. | 1720 | 1727 | Состоял на грузовых перевозках между портами Финского залива. В 1727 году разбился в Финском залива. Из экипажа удалось спастись только пяти матросам. | [ 3 ] [ 9 ]                |
| Гут-драгер      | Сведений о вооружении, размерах, численности экипажей и местах постройки судов, как и о построивших их корабельных мастерах не сохранилось | Сведений о вооружении, размерах, численности экипажей и местах постройки судов, как и о построивших их корабельных мастерах не сохранилось | Сведений о вооружении, размерах, численности экипажей и местах постройки судов, как и о построивших их корабельных мастерах не сохранилось | Сведений о вооружении, размерах, численности экипажей и местах постройки судов, как и о построивших их корабельных мастерах не сохранилось | Сведений о вооружении, размерах, численности экипажей и местах постройки судов, как и о построивших их корабельных мастерах не сохранилось | Сведений о вооружении, размерах, численности экипажей и местах постройки судов, как и о построивших их корабельных мастерах не сохранилось | 1725 | н/д  | Использовались для грузовых перевозок между портами Финского залива. | [ 8 ] [ 10 ]               |
| Черепаха        | Сведений о вооружении, размерах, численности экипажей и местах постройки судов, как и о построивших их корабельных мастерах не сохранилось | Сведений о вооружении, размерах, численности экипажей и местах постройки судов, как и о построивших их корабельных мастерах не сохранилось | Сведений о вооружении, размерах, численности экипажей и местах постройки судов, как и о построивших их корабельных мастерах не сохранилось | Сведений о вооружении, размерах, численности экипажей и местах постройки судов, как и о построивших их корабельных мастерах не сохранилось | Сведений о вооружении, размерах, численности экипажей и местах постройки судов, как и о построивших их корабельных мастерах не сохранилось | Сведений о вооружении, размерах, численности экипажей и местах постройки судов, как и о построивших их корабельных мастерах не сохранилось | 1726 | н/д  | Использовались для грузовых перевозок между портами Финского залива. | [ 8 ] [ 10 ]               |
| Без названия    | 14 | Сведений о размерах и численности экипажа судна не сохранилось                                                                             | Сведений о размерах и численности экипажа судна не сохранилось                                                                             | Сведений о размерах и численности экипажа судна не сохранилось                                                                             | Захвачен у французов в районе Данцига эскадрой адмирала Т. Гордона                                                                         | Захвачен у французов в районе Данцига эскадрой адмирала Т. Гордона                                                                         | 1734 | н/д  | В августе 1734 года перешёл в Ригу. В 1735 году использовался для перевозки провианта из Риги в Кронштадт. С 1736 по 1738 год нёс брандвахтенную службу в Биорке-зунде, а с 1739 по 1746 год — в Кронштадте. В 1743 году использовался для доставки провианта для русских войск в Стокгольм. | [ 3 ] [ 4 ]                |
| Двина           | н/д | 24,4 x 7,3 | 3,2 | н/д | Быковская верфь | Сведений о корабельных мастерах не сохранилось                                                                                             | 1735 | н/д  | С 1736 по 1749 год состоял при Архангельском порте, при этом в 1738, 1741 и 1745 годах совершал плавания из Архангельска в Колу. | [ 6 ] [ 8 ] [ 11 ]         |
| Кроншлот        | 12 | Сведений о размерах и численности экипажа судна не сохранилось                                                                             | Сведений о размерах и численности экипажа судна не сохранилось                                                                             | Сведений о размерах и численности экипажа судна не сохранилось                                                                             | Быковская верфь | Сведений о корабельных мастерах не сохранилось                                                                                             | 1737 | 1755 | В 1724—1743 годах перешёл в Балтийское море, зимовал в Христианзанде. По одной из версий по окончании службы был разобран на дрова, по другой — затоплен для укрепления дамбы Кронштадтского канала. | [ 6 ] [ 12 ] [ 13 ]        |
| Святой Савватий | Сведений о вооружении, размерах и численности экипажа судна не сохранилось                                                                 | Сведений о вооружении, размерах и численности экипажа судна не сохранилось                                                                 | Сведений о вооружении, размерах и численности экипажа судна не сохранилось                                                                 | Сведений о вооружении, размерах и численности экипажа судна не сохранилось                                                                 | Быковская верфь | Сведений о корабельных мастерах не сохранилось                                                                                             | 1754 | 1772 | Состоял при Архангельском порте, где и был разобран. | [ 6 ] [ 11 ] [ 14 ]        |
| Святой Андрей   | Сведений о вооружении, размерах и численности экипажа судна не сохранилось                                                                 | Сведений о вооружении, размерах и численности экипажа судна не сохранилось                                                                 | Сведений о вооружении, размерах и численности экипажа судна не сохранилось                                                                 | Сведений о вооружении, размерах и численности экипажа судна не сохранилось                                                                 | Быковская верфь | Сведений о корабельных мастерах не сохранилось                                                                                             | 1759 | н/д  | Состоял при Архангельском порте. | [ 6 ] [ 11 ] [ 14 ]        |
| Онега           | Сведений о вооружении, размерах и численности экипажа судна не сохранилось                                                                 | Сведений о вооружении, размерах и численности экипажа судна не сохранилось                                                                 | Сведений о вооружении, размерах и численности экипажа судна не сохранилось                                                                 | Сведений о вооружении, размерах и численности экипажа судна не сохранилось                                                                 | Быковская верфь | Сведений о корабельных мастерах не сохранилось                                                                                             | 1759 | н/д  | Состоял при Архангельском порте, там же подвергся тимберовке в 1784 году. | [ 11 ] [ 14 ] [ 15 ]       |
| Анна-Мария      | Сведений о вооружении, размерах и численности экипажа судна не сохранилось                                                                 | Сведений о вооружении, размерах и численности экипажа судна не сохранилось                                                                 | Сведений о вооружении, размерах и численности экипажа судна не сохранилось                                                                 | Сведений о вооружении, размерах и численности экипажа судна не сохранилось                                                                 | Захвачен в Выборгском заливе у шведов судами эскадры адмирала В. Я. Чичагова 22 июня (3 июля) 1790 года.                                   | Захвачен в Выборгском заливе у шведов судами эскадры адмирала В. Я. Чичагова 22 июня (3 июля) 1790 года.                                   | 1790 | 1804 | Принимал участие в русско-шведской войне 1788—1790 годов, использовался для доставки провианта на суда флота. С 1791 по 1803 год состоял на грузовых перевозках между портами Финского залива. | [ 3 ] [ 16 ]               |
| Святой Андрей   | Сведений о вооружении, размерах, численности экипажа и месте постройки судна, как и о построившем его корабельном мастере не сохранилось   | Сведений о вооружении, размерах, численности экипажа и месте постройки судна, как и о построившем его корабельном мастере не сохранилось   | Сведений о вооружении, размерах, численности экипажа и месте постройки судна, как и о построившем его корабельном мастере не сохранилось   | Сведений о вооружении, размерах, численности экипажа и месте постройки судна, как и о построившем его корабельном мастере не сохранилось   | Сведений о вооружении, размерах, численности экипажа и месте постройки судна, как и о построившем его корабельном мастере не сохранилось   | Сведений о вооружении, размерах, численности экипажа и месте постройки судна, как и о построившем его корабельном мастере не сохранилось   | 1794 | 1806 | Использовался для перевозки грузов между портами Финского залива. Разобран в Кронштадте. | [ 11 ] [ 15 ] [ 17 ]       |
| Александр       | н/д | 22,1 x 7,6 | 3,4 | Сведений о численности экипажей, местах постройки судов и о построивших их корабельных мастерах не сохранилось                             | Сведений о численности экипажей, местах постройки судов и о построивших их корабельных мастерах не сохранилось                             | Сведений о численности экипажей, местах постройки судов и о построивших их корабельных мастерах не сохранилось                             | 1802 | 1805 | C 1802 по 1804 год использовался для перевозки грузов между Кронштадтом и Ревелем. В 1805 году переоборудован в магазин. | [ 2 ] [ 11 ] [ 15 ]        |
| Григорий        | н/д | 25 x 7,3 | 3,4 | Сведений о численности экипажей, местах постройки судов и о построивших их корабельных мастерах не сохранилось                             | Сведений о численности экипажей, местах постройки судов и о построивших их корабельных мастерах не сохранилось                             | Сведений о численности экипажей, местах постройки судов и о построивших их корабельных мастерах не сохранилось                             | 1802 | 1814 | Использовался для перевозки грузов между портами Финского и Ботнического заливов. Разобран в Або. | [ 2 ] [ 15 ] [ 18 ]        |
| Ефим            | н/д | 24,4 x7,6 | 3,7 | Сведений о численности экипажей, местах постройки судов и о построивших их корабельных мастерах не сохранилось                             | Сведений о численности экипажей, местах постройки судов и о построивших их корабельных мастерах не сохранилось                             | Сведений о численности экипажей, местах постройки судов и о построивших их корабельных мастерах не сохранилось                             | 1802 | 1808 | Использовался для перевозки грузов между портами Финского залива. Затонул в Кронштадте. | [ 2 ] [ 11 ] [ 15 ]        |
| Корнелия        | н/д | 22 x 6,7 | 3,5 | Сведений о численности экипажей, местах постройки судов и о построивших их корабельных мастерах не сохранилось                             | Сведений о численности экипажей, местах постройки судов и о построивших их корабельных мастерах не сохранилось                             | Сведений о численности экипажей, местах постройки судов и о построивших их корабельных мастерах не сохранилось                             | 1802 | 1812 | Использовался для перевозки грузов между портами Финского и Ботнического заливов. 30 декабря 1812 (11 января 1813) года разбился в Ревельской гавани. | [ 2 ] [ 11 ] [ 15 ] [ 19 ] |
| Николай         | н/д | 20,7 x 6,7 | 3,4 | Сведений о численности экипажей, местах постройки судов и о построивших их корабельных мастерах не сохранилось                             | Сведений о численности экипажей, местах постройки судов и о построивших их корабельных мастерах не сохранилось                             | Сведений о численности экипажей, местах постройки судов и о построивших их корабельных мастерах не сохранилось                             | 1802 | 1815 | Использовался для перевозки грузов между портами Финского залива. Разобран в Кронштадте. | [ 2 ] [ 15 ] [ 18 ]        |
| Пётр            | н/д | 21,4 x 7,3 | 3,4 | Сведений о численности экипажей, местах постройки судов и о построивших их корабельных мастерах не сохранилось                             | Сведений о численности экипажей, местах постройки судов и о построивших их корабельных мастерах не сохранилось                             | Сведений о численности экипажей, местах постройки судов и о построивших их корабельных мастерах не сохранилось                             | 1802 | 1815 | C 1802 по 1810 год на гукоре выполнялись гидрографические работы в Финском заливе. Разобран в Кронштадте. | [ 2 ] [ 15 ] [ 18 ]        |

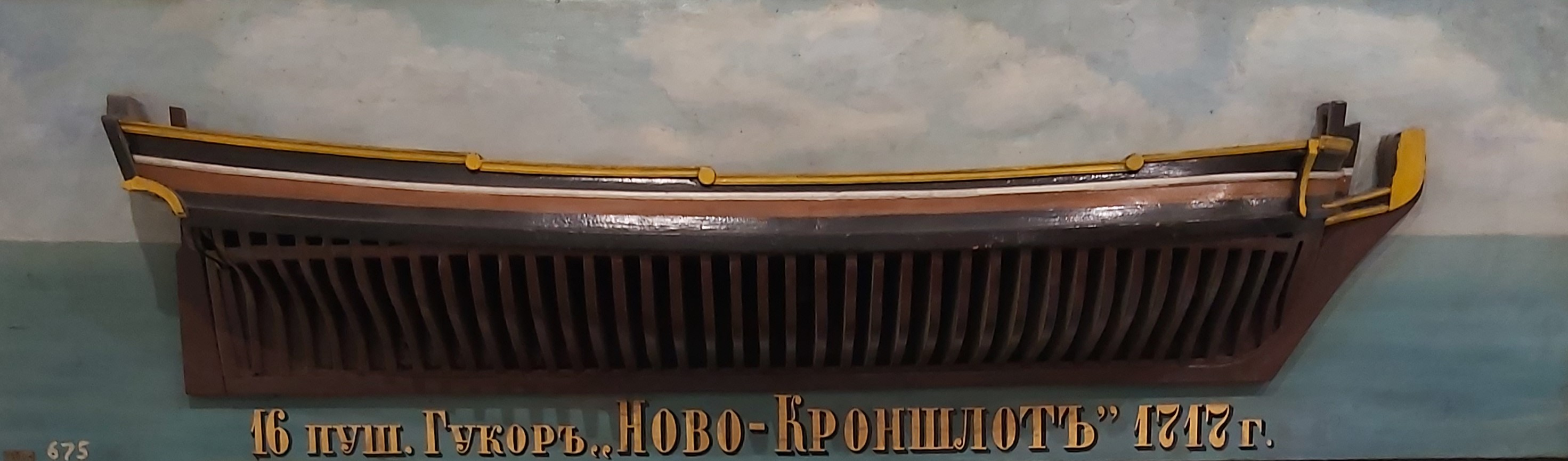
Полумодель гукора «Новый Кроншлот» 1717 года постройки из коллекции ЦВММ

## Гукоры Беломорской флотилии и Балтийского флота
В разделе приведены гукоры, которые за время службы числились в составе Беломорской флотилии, а затем — Балтийского флота России. Сведений о конструкции, вооружении и численности экипажей этих судов не сохранилось.
| Наименование | Верфь | Мастер | Вх.      | Вых. | История службы | Прим.                |
| ------------ | --- | --- | -------- | ---- | --- | -------------------- |
| Белая Гора   | Сведений о местах постройки гукоров и корабельных мастерах, их построивших, не найдено, оба судна были приобретены для нужд флота в Архангельске | Сведений о местах постройки гукоров и корабельных мастерах, их построивших, не найдено, оба судна были приобретены для нужд флота в Архангельске | 1772 год | н/д  | С 1772 по 1774 год находился в Архангельске. В 1775 году был переведён в состав Балтийского флота и ушёл в Кронштадт, куда прибыл весной 1776 года. В 1776, 1777 и 1782 годах состоял на грузовых перевозках между Кронштадтом и Ревелем, а в 1779 году нёс в Ревеле брандвахтенную службу. В 1781 года использовался для установки вех и бакенов на отмелях у Ревеля. | [ 20 ]               |
| Святой Пётр  | Сведений о местах постройки гукоров и корабельных мастерах, их построивших, не найдено, оба судна были приобретены для нужд флота в Архангельске | Сведений о местах постройки гукоров и корабельных мастерах, их построивших, не найдено, оба судна были приобретены для нужд флота в Архангельске | 1772 год | н/д  | С 1772 по 1774 год находился в Архангельске. В 1775—1776 годах перешёл в Кронштадт и был переведён в состав Балтийского флота. | [ 20 ] [ 21 ] [ 22 ] |

## Гукоры Беломорской флотилии
В разделе приведены все гукоры, входившие в состав Беломорской флотилии России. Сведений о вооружении, размерах, численности экипажей, местах постройки и корабельных мастерах беломорских гукоров не сохранилось. Все гукоры, за исключением «Святого Иоанна», были приобретены для нужд флотилии у судовладельцев, сведений о включении в состав флотилии гукора «Святой Иоанн» не сохранилось.
| Наименование            | Вх.  | Вых. | История службы | Прим.                |
| ----------------------- | ---- | ---- | --- | -------------------- |
| Святой Андрей Стратилат | 1734 | н/д  | Состоял при Архангельском порте. | [ 20 ] [ 21 ] [ 22 ] |
| Святой Иоанн            | н/д  | 1764 | Сведений о плаваниях судна не сохранилось. 5 (16) октября 1764 года разбился в Белом море. | [ 21 ] [ 22 ] [ 23 ] |
| Белый Орёл              | 1772 | н/д  | Сведений о плаваниях судна не сохранилось. | [ 21 ] [ 22 ]        |
| Лубянка                 | 1772 | н/д  | Состоял при Архангельском порте, где подвергся тимберовке в 1781 году. | [ 20 ] [ 21 ] [ 22 ] |
| Святой Зосим            | 1772 | н/д  | Состоял при Архангельском порте. | [ 20 ] [ 21 ] [ 22 ] |
| Святой Павел            | 1772 | 1788 | С 1772 по 1774 год состоял при Архангельском порте. В 1775 году при попытке перехода в Балтийское море дважды возвращался в Архангельск из-за течи. С 1776 по 1788 год вновь состоял при Архангельском порте, при этом в 1784 году там же подвергся тимберовке. 29 мая (9 июня) 1788 года затонул в районе бара Северной Двины из-за сильной течи в корпусе. | [ 20 ] [ 21 ] [ 22 ] |
| Соватий                 | 1772 | н/д  | Состоял при Архангельском порте, где подвергся тимберовке в 1781 году. | [ 20 ] [ 21 ] [ 22 ] |
| Весна                   | 1820 | н/д  | Сведений о плаваниях судов не сохранилось. | [ 21 ] [ 22 ]        |
| Лето                    | 1820 | н/д  | Сведений о плаваниях судов не сохранилось. | [ 21 ] [ 22 ]        |

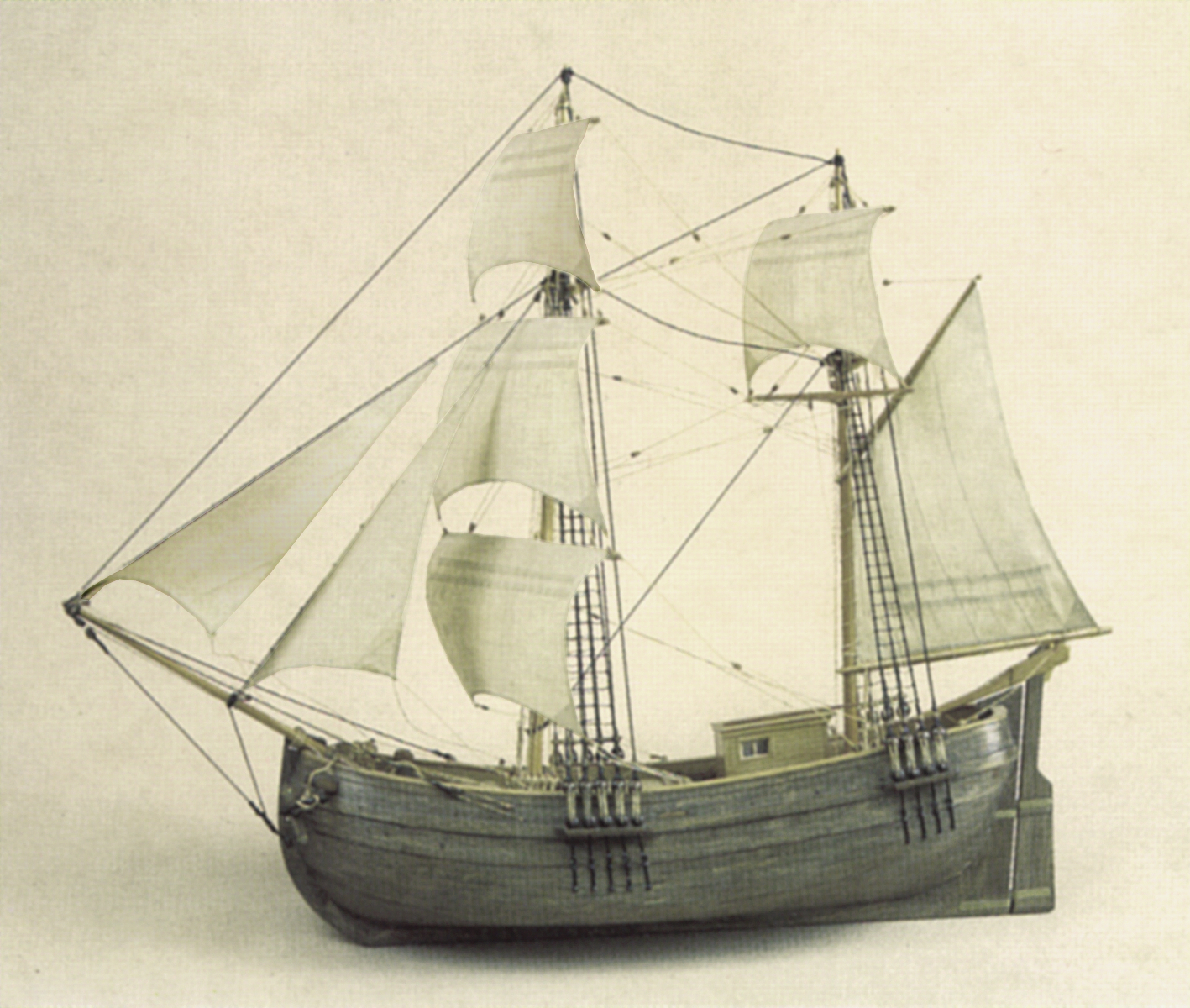
Модель русского рыболовецкого гукора

## Гукоры Каспийской флотилии
В разделе приведены все гукоры, входившие в состав Каспийской флотилии России. Сведений о вооружении и численности экипажей каспийских гукоров не сохранилось.
| Наименование   | Размер                                    | Осадка                                    | Верфь                       | Мастер                                         | Вх.  | Вых. | История службы | Прим.                      |
| -------------- | ----------------------------------------- | ----------------------------------------- | --------------------------- | ---------------------------------------------- | ---- | --- | --- | -------------------------- |
| Баку           | Сведений о размерах судна не сохранилось. | Сведений о размерах судна не сохранилось. | Казанское адмиралтейство    | Сведений о корабельных мастерах не сохранилось | 1719 | н/д | Был полностью оснащён и введён в состав флотилии только спустя 4 года после спуска на воду в 1723 году. В следующем 1724 году находился в Энзелийском заливе и числился «ветхим». | [ 8 ] [ 24 ] [ 25 ] [ 26 ] |
| Принцесса Анна | 16,6 x 4,7                                | 1,8                                       | Астраханское адмиралтейство | Сведений о корабельных мастерах не сохранилось | 1722 | Во время Персидского похода 1722—1723 годов являлся флагманом флагманом Каспийской флотилии. Сведений о времени вывода судна состава флота не сохранилось. | Во время Персидского похода 1722—1723 годов являлся флагманом флагманом Каспийской флотилии. Сведений о времени вывода судна состава флота не сохранилось.                        | [ 8 ] [ 24 ] [ 25 ] [ 27 ] |
| Гунаки         | 21,4 x 6,7                                | 3,4                                       | Казанское адмиралтейство    | В. Фогель и В. Соловьев                        | 1727 | Сведений о плаваниях судов и времени их вывода из состава флота не сохранилось.                                                                            | Сведений о плаваниях судов и времени их вывода из состава флота не сохранилось.                                                                                                   | [ 8 ] [ 24 ] [ 25 ]        |
| Демовин        | 21,4 x 6,7                                | 3,4                                       | Казанское адмиралтейство    | В. Фогель и В. Соловьев                        | 1727 | Сведений о плаваниях судов и времени их вывода из состава флота не сохранилось.                                                                            | Сведений о плаваниях судов и времени их вывода из состава флота не сохранилось.                                                                                                   | [ 8 ] [ 24 ] [ 25 ]        |
| Кумик          | 21,4 x 6,7                                | 3,4                                       | Казанское адмиралтейство    | В. Фогель и В. Соловьев                        | 1727 | Сведений о плаваниях судов и времени их вывода из состава флота не сохранилось.                                                                            | Сведений о плаваниях судов и времени их вывода из состава флота не сохранилось.                                                                                                   | [ 8 ] [ 24 ] [ 25 ]        |
| Муган          | 21,4 x 6,7                                | 3,4                                       | Казанское адмиралтейство    | В. Фогель и В. Соловьев                        | 1727 | Сведений о плаваниях судов и времени их вывода из состава флота не сохранилось.                                                                            | Сведений о плаваниях судов и времени их вывода из состава флота не сохранилось.                                                                                                   | [ 8 ] [ 24 ] [ 25 ]        |
| Уртемиж        | 21,4 x 6,7                                | 3,4                                       | Казанское адмиралтейство    | В. Фогель и В. Соловьев                        | 1727 | Сведений о плаваниях судов и времени их вывода из состава флота не сохранилось.                                                                            | Сведений о плаваниях судов и времени их вывода из состава флота не сохранилось.                                                                                                   | [ 8 ] [ 24 ] [ 25 ]        |
| Эрпелей        | 21,4 x 6,7                                | 3,4                                       | Казанское адмиралтейство    | В. Фогель и В. Соловьев                        | 1727 | Сведений о плаваниях судов и времени их вывода из состава флота не сохранилось.                                                                            | Сведений о плаваниях судов и времени их вывода из состава флота не сохранилось.                                                                                                   | [ 8 ] [ 24 ] [ 25 ]        |
| 2 гукора       | 21,4 x 6,7                                | 3,4                                       | Казанское адмиралтейство    | В. Фогель и В. Соловьев                        | 1727 | Сведений о плаваниях судов и времени их вывода из состава флота не сохранилось.                                                                            | Сведений о плаваниях судов и времени их вывода из состава флота не сохранилось.                                                                                                   | [ 8 ] [ 24 ] [ 25 ]        |
| Александр      | 26,8 x 7                                  | 4,1                                       | Казанское адмиралтейство    | Сведений о корабельных мастерах не сохранилось | 1740 | 1750 | Использовался для грузовых перевозок между портами Каспийского моря. | [ 8 ] [ 24 ] [ 28 ]        |
| Иоанн          | 21,4 x 6,9                                | 3,4                                       | Казанское адмиралтейство    | Сведений о корабельных мастерах не сохранилось | 1740 | 1750 | Использовался для грузовых перевозок между портами Каспийского моря. Разбился на Зинзилийской банке.                                                                              | [ 8 ] [ 24 ] [ 25 ]        |
| Мария          | 21,4 x 6,9                                | 3,4                                       | Казанское адмиралтейство    | Сведений о корабельных мастерах не сохранилось | 1740 | н/д | Использовались для грузовых перевозок между портами Каспийского моря. | [ 24 ] [ 28 ] [ 29 ]       |
| Селафаил       | 21,4 x 6,9                                | 3,4                                       | Казанское адмиралтейство    | Сведений о корабельных мастерах не сохранилось | 1740 | 1750 | Использовались для грузовых перевозок между портами Каспийского моря. | [ 14 ] [ 24 ] [ 28 ]       |

## Гукоры Сибирской флотилии
В разделе приведены все гукоры, входившие в состав Сибирской флотилии России. Сведений о вооружении сибирских гукоров не сохранилось.
| Наименование | Размер                                   | Осадка                                   | Эк. | Верфь              | Мастер         | Вх.  | Вых. | История службы | Прим.                              |
| ------------ | ---------------------------------------- | ---------------------------------------- | --- | ------------------ | -------------- | ---- | ---- | --- | ---------------------------------- |
| Святой Пётр  | 10,7 x 3,7                               | 1,6                                      | н/д | на Острове Беринга | С. Стародубцев | 1742 | 1755 | В 1742 году перешёл в Петропавловский порт, а летом следующего года — в Охотск. Использовался для перевозки грузов между портами Охотского моря. В 1753 году по пути из Охотска на Камчатку между устьями рек Воровская и Компаковская был выброшен на берег налетевшим шквалом, впоследствии был снят и отремонтирован. В 1755 году сильным ветром был выброшен на берег у устья реки Воровская и разбился. | [ 14 ] [ 30 ] [ 31 ] [ 32 ] [ 33 ] |
| Святой Павел | Сведений о размерах судна не сохралилось | Сведений о размерах судна не сохралилось | 65  | Охотская верфь     | Мощницкий      | 1766 | 1786 | Принимал участие в экспедиции П. К. Креницына и М. Д. Левашова в 1766—1769 годах. В 1770 году сдан Охотскому порту. С 1774 по 1786 год использовался для грузовых перевозок между портами Охотского моря. Разобран в Охотске. | [ 30 ] [ 34 ] [ 35 ] [ 36 ] [ 37 ] |

### Комментарии
1. ↑  От фр. la sorcière — колдунья, ведьма.
2. 1 2  6-фунтовые орудия.
3. 1 2  Гукоры «Ватер-Фалк» и «Первый Капер» строились по одному проекту, тип «Ватер-Фалк». Наименование образовано от голландского водяной сокол.
4. ↑  В документах числился как «гукор французский».
5. 1 2  Спущен на воду в 1799 году.
6. ↑  Спущены на воду в 1800 году.
7. ↑  Или «Совватий».
8. 1 2 3 4 5 6 7  «Гунаки», «Демовин», «Кумик», «Муган», «Уртемиж», «Эрпелей» и два безымянных гукора 1727 года постройки строились по одному проекту, тип «Гунаки».